# Auguste Galland
Pour les articles homonymes, voir Galland.
Auguste Galland, né à Tours en 1572 et mort à Paris en 1637, est un conseiller d’État français.

## Biographie
Fils d’un officier de la maison de Navarre particulièrement considéré de Henri IV pour sa probité et ses lumières, Galland fit ses études à l’université de Paris, et exerça ensuite la profession d’avocat avec distinction. Il succéda à son père dans les emplois qu’il tenait de la maison de Navarre, mérita par ses services l’affection de ce prince, et parvint enfin aux places de membre du conseil d’État et du conseil privé.
Il fut nommé en 1626 pour présider le synode de Castres et, comme il s’y montra opposé aux desseins du duc de Rohan, et que d’ailleurs il avait abandonné le parti de la Réforme après s’en être montré longtemps le défenseur, le duc de Rohan en fit fait un portrait peu avantageux dans ses Mémoires.
Les recherches auxquelles Galland avait été obligé de se livrer pour faire revivre les droits du roi sur les domaines de la couronne aliénés par le malheur des temps, ou usurpés par les princes voisins, le déterminèrent à s’appliquer à l’étude de l’histoire. Les ouvrages qu’il a publiés et ceux qu’il a laissés en manuscrit prouvent qu’il joignait à beaucoup de patience de la bonne foi et un esprit de critique très estimable. 

## Œuvres
- Discours sur l’état de la ville de la Rochelle et touchant ses anciens pricilèges, Paris, 1626, in-4° ;Réimprimé sous ce titre, Discours au roi sur la naissance, ancien état, progrès et accroissement de la ville de la Rochelle, ibid., 1629, in-8°, et inséré à la fin du tome 13 du Mercure français. Galland prouve dans cet ouvrage que les privilèges dont se glorifiait cette ville étaient des concessions des rois de France et il y réfute un libelle publié par les révoltés, dans lequel on affirmait que Louis XI avait juré à genoux, entre les mains du maire, la confirmation de ces privilèges.
- Traité du franc-alleu sans titre, ibid., 1629, in-4°; 1637, in-4° ;Cette seconde édition est plus ample d’un tiers que la première. Il a été traduit en latin et inséré dans le recueil de Schiller : De feudis Imperii francisci. Furgole dit que c’est un factum en faveur des traitants qui avaient un intérêt à combattre le franc-alleu; mais qu’il a été réfuté sans réplique par Caseneuve.
- Des anciennes enseignes et étendards de France; de la chape de St-Martin ; de l’office du grand sénéchal, dit Dapifer ; de l’oriflamme ou étendard de St-Denis, etc., Paris, 1637, in-4° ;Ouvrage rare et curieux qui a été inséré dans le tome 2 des Antiquités de Paris, par Sauvai; et M. Poncelin en a donné une nouvelle édition suivie d’une Dissertation très importante sur le même sujet, Paris, 1782, in-16.
- Mémoires pour l’histoire de Navarre et de Flandre, contenant le droit du roi au royaume de Navarre, etc., Paris, 1648, in-fol. ;Cet ouvrage a été mis au jour par le fils de l’auteur, prêtre de l’Oratoire : il est divisé en deux parties; la première est une espèce de factum écrit d’une manière solide, mais peu agréable; la seconde renferme les preuves à l’appui du discours, et dans le nombre il s’en trouve de fort curieuses.

## Manuscrits inédits
- Traité des Albigeois et des Vaudois, 4 vol. in-fol. ;
- Mémoires touchant le domaine, in-fol.;
- Titres concernant l’Artois, la Franche-Comté, la Bourgogne, la Flandre, in-fol. ;
- Inventaire du trésor des chartes de la Ste-Chapelle de Paris, in-fol. ;
- Des Généalogies des familles nobles de France et de Paris, 10 vol. in-fol. ;
- Histoire de la réforme en FranceOuvrage que son fils promettait de publier avec un Discours contenant la réfutation des Mémoires du duc de Rohan. On envoya, dit le duc de Rohan, pour commissaire au synode, Galland, reconnu sans contredit pour habile homme, mais mercenaire, sans honte et sans conscience, avec des instructions tendantes à faire improuver la dernière prise d’armes du duc de Rohan, et à faire désavouer ses intelligences aux pays étrangers, et même, s’il se pouvait, le faire excommunier) Mémoires du duc de Rohan, liv. IV, p. 4, t. livr, deuxième) art., édit. de l756).

## Sources
- Tout ou partie de cet article reprend Joseph-François Michaud, Biographie universelle, t. XV, Madame C. Desplaces, 1856 (lire en ligne), p. 437-8, qui est dans le domaine public.
- Dénes Harai, Pour le "bien de l'État" et le "repos du public" : Auguste II Galland, 1572-1637, conseiller d'État et commissaire de Louis XIII aux synodes des Églises réformées de France, Paris, Honoré Champion, 2012, 272 p. (ISBN 9782745324146)